# Jane Marcet
Jane Marcet, nascuda Haldimand, (Londres, 1 de gener de 1769 – 28 de juny de 1858) va ser una escriptora de llibres populars d'introducció a la ciència i de divulgació de la ciència econòmica que obtingueren un enorme èxit.

## Vida
Filla d'un banquer suís i la seva dona anglesa, que van proporcionar als seus fills, sense distinció, una formació molt completa, va tenir ocasió de veure i escoltar a la casa familiar –i després, un cop casada, també a casa seva– científics notables, com Jakob Berzelius, Humphry Davy o Thomas Malthus. Seguint la tradició suïssa, va ser educada a casa amb els seus germans i va estudiar llatí (essencial per a les ciències), química, biologia, i història, així com els temes que a Anglaterra en aquell temps es consideraven necessaris per a les noies joves. Un cop morí la seva mare, quan ella tenia 15 anys, es va fer càrrec de dirigir la casa i l'educació dels seus germans. Va desenvolupar un interès primerenc per l'art durant un viatge a Itàlia l'any 1796 i va estudiar-ne amb Joshua Reynolds i Thomas Lawrence, la qual cosa li va servir més tard per a il·lustrar els seus llibres.

## Obra
La seva gran passió eren la botànica i la química i, animada pel seu marit, Alexander Marcet, un metge i professor de química de Ginebra, va publicar anònimament el 1805 un primer llibre divulgatiu sobre química. Conversations on Chemistry es presenta en la forma narrativa d'un diàleg entre una professora i dues alumnes, sobre els descobriments tècnics i científics de Galvani, Volta, Franklin, Priestley, Berzelius o Lavoisier, entre d'altres, i s'il·lustra amb experiments. L'obra va ser reeditada almenys vint vegades a Anglaterra i vint-i-tres als EUA i l'autoria femenina no es va conèixer fins al 1837, quan ja se n'havien fet dotze edicions. Va ser traduït a l'alemany, francès i italià.
L’èxit editorial que assolí l'animà a publicar un nou llibre per divulgar de manera didàctica, per a joves lectors i lectores, i per a persones de formació mitjana, la nova ciència de l'economia, que s'havia posat de moda i que ella entenia com un coneixement capaç de millorar la qualitat de vida de l'ésser humà. Conversations on Political Economy (1824) presentava els conceptes bàsics de la nova ciència i les idees d'Adam Smith, Thomas Malthus o David Ricardo, amb el recurs narratiu d'uns diàlegs entre una estudiant i la seva tutora. Al 1833 va publicar John Hopkins, dirigit a explicar les idees d'aquests economistes en un format de narració protagonitzada pel treballador John Hopkins. La seva obra Rich and Poor, de 1851, insisteix en el tema a través del personatge d'un professor d’una escola rural i els seus sis alumnes.
Jane Marcet va escriure obres de divulgació pràcticament de tots els camps del coneixement. Altres obres seves sónː Conversations on Natural Philosophy (1819), Mary’s Grammar (1835), Conversations on Vegetable Physiologyː Comprehending the Elements of Botany, with Their Application to Agriculture, en dos volums. I molts científics posteriors –Michel Faraday, George Darwin, Clara Immerwahr i Robert Sanderson Mulliken, per exemple– despertaren a la curiositat i la vocació científica i obtingueren els primers coneixements en les obres divulgatives de Jane Marcet.

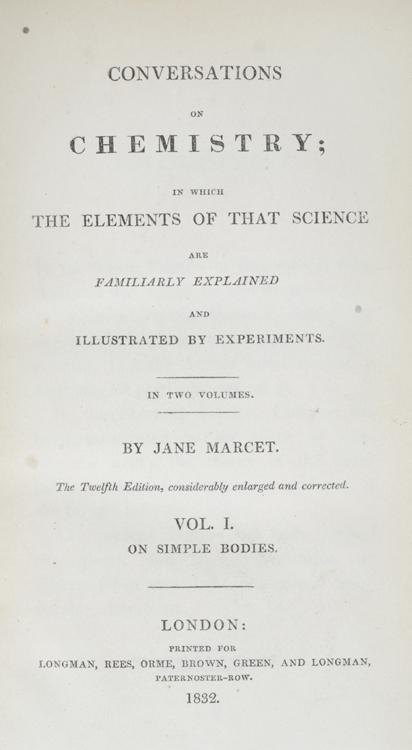
Converses sobre Química, pàgina del Títol, Dotzena edició, 1832. Fundació de Patrimoni químic

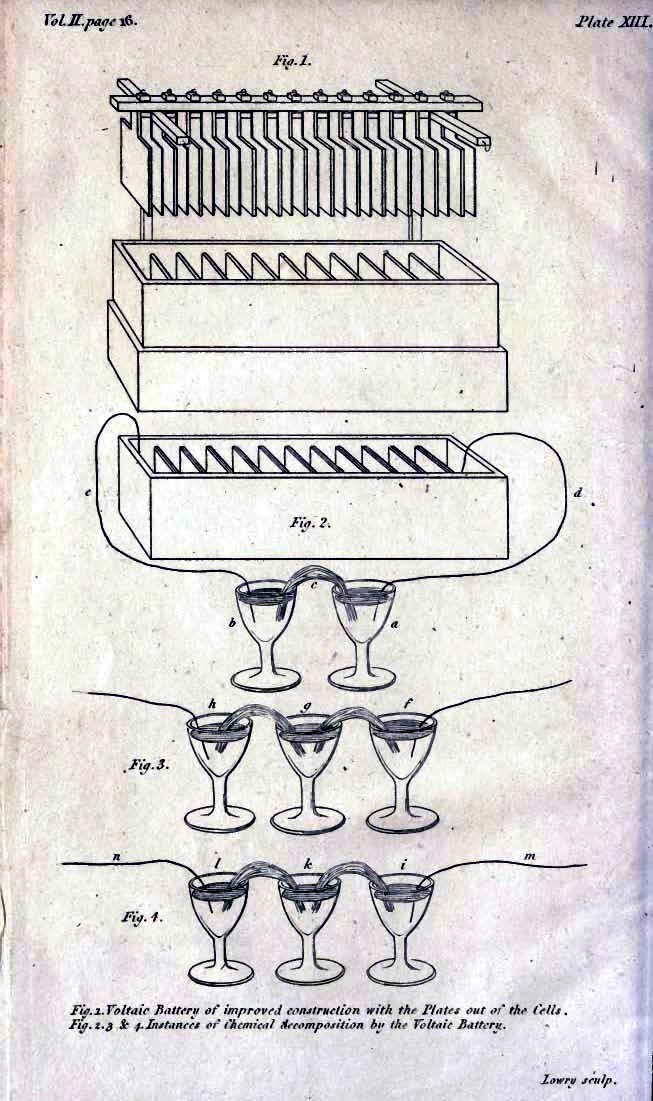
Converses sobre Química, de Jane Marcet